# (1261) Legia
(1261) Legia es un asteroide perteneciente al cinturón de asteroides descubierto por Eugène Joseph Delporte desde el Real Observatorio de Bélgica, Uccle, el 23 de marzo de 1933.

## Designación y nombre
Legia se designó al principio como 1933 FB.
Más tarde fue nombrado por la forma en latín de Lieja.

## Características orbitales
Legia orbita a una distancia media del Sol de 3,137 ua, pudiendo acercarse hasta 2,578 ua. Tiene una excentricidad de 0,1783 y una inclinación orbital de 2,427°. Emplea en completar una órbita alrededor del Sol 2029 días.